# Klaus Balkenhol

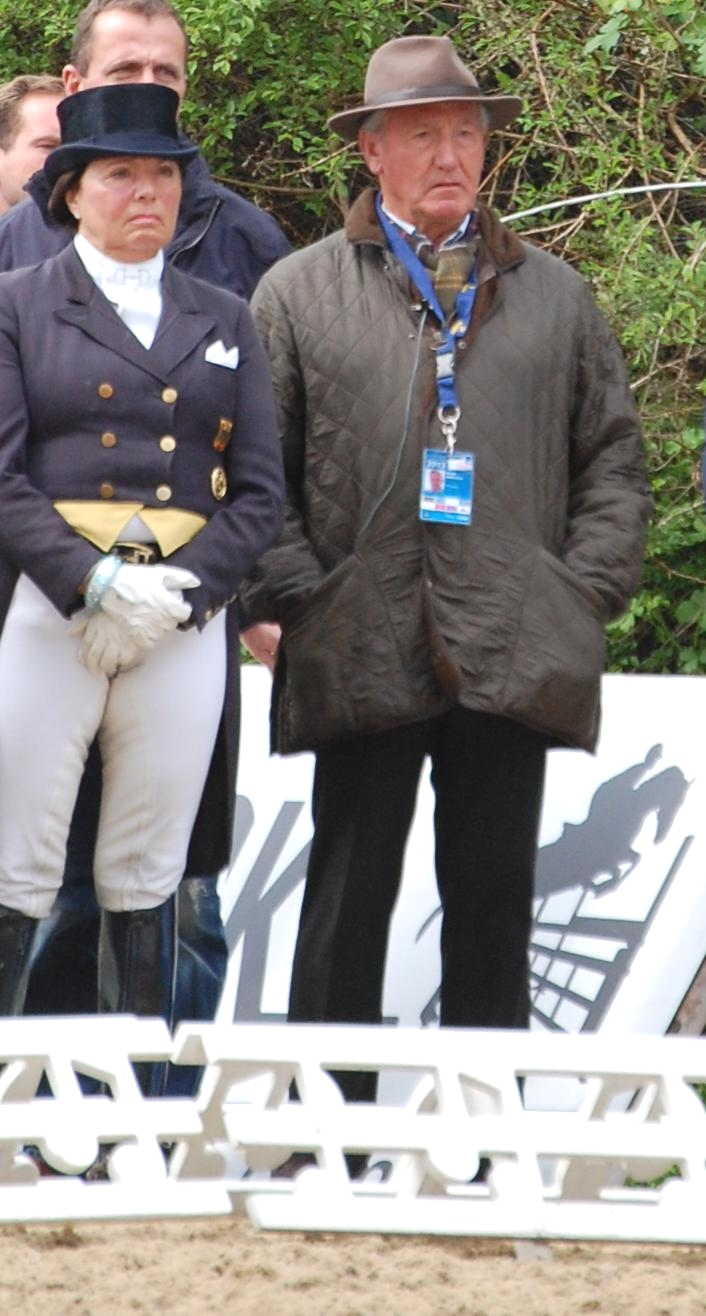
Klaus Balkenhol (rechts) und Bianca Kasselmann beim Deutschen Dressur-Derby 2013

Klaus Balkenhol (* 6. Dezember 1939 in Velen) ist ein deutscher Dressurreiter und -trainer.

## Werdegang
Klaus Balkenhol wurde als drittes von vier Geschwistern geboren. Die Familie wohnte auf Gut Ross, wo der Vater als Verwalter tätig war und auch Pferde züchtete. Nach der Schule absolvierte Klaus Balkenhol eine landwirtschaftliche Lehre auf dem elterlichen Hof, der er aufgrund der unsicheren Zukunft in der Landwirtschaft eine Ausbildung bei der Polizei folgen ließ. Durch die landwirtschaftliche Ausbildung, die auch die Feldarbeit mit Pferden beinhaltete, entstand früh der Kontakt zu Pferden, der abends im Reitverein vertieft wurde.
Als Polizeireiter erhielt Balkenhol 1971 den Hannoveraner-Fuchswallach Rabauke als Streifenpferd. Aus Büchern und vom Zuschauen brachte er ihm Dressurlektionen bis zur Hohen Schule bei. Der Schritt zur turniermäßigen Dressur erfolgte erst spät und eher zufällig. Mit 38 Jahren wollte Klaus Balkenhol als Polizeireiter auch einmal einen Dressurlehrgang mitmachen und bemühte sich um eine Einladung nach Warendorf. Auf diesem Lehrgang wurde er von Willi Schultheis entdeckt, der ihn mit Rabauke als eines der acht besten Paare Deutschlands bezeichnete. So führte der Lehrgang zu großen Veränderungen in Balkenhols Leben. Schultheis bewirkte beim Innenministerium, dass Balkenhol mit Rabauke national und international auf Dressurturnieren antreten konnte und dass er eine Förderung durch die Deutsche Reiterliche Vereinigung erhielt.
Klaus Balkenhol ist Gründungsmitglied der 2006 gegründeten Xenophon e. V. – Gesellschaft für Erhalt und Förderung der klassischen Reitkultur. Er war zunächst zweiter Vorsitzender, später erster Vorsitzender. Im November 2012 legte er den Vorsitz aus Altersgründen nieder.

## Reiter
Seine ersten großen Erfolge feierte Balkenhol mit Rabauke 1979 als Deutscher Vizemeister und Mannschaftsmeister der Dressurreiter sowie als Zweiter im deutschen Dressur-Derby. Darüber hinaus gehörte Klaus Balkenhol zum Kreis der Olympiamannschaft. Rabauke war 1979 das erfolgreichste Pferd der Dressur-Weltrangliste.
Mit seinem Vorgesetzten Werner Vatter entdeckte Balkenhol 1981 bei einem Rundgang durch die Remontenabteilung der Reitschule Köln den Westfalen-Fuchswallach Goldstern. Wie Rabauke war Goldstern ein Polizeipferd, das neben seiner Ausbildung auch bei Karnevalsumzügen und Fußballspielen zum Einsatz kam. Das schwierige Temperament von Goldstern gestaltete die Ausbildung relativ lang, aber 1991 kam der Durchbruch mit zahlreichen Titeln, Medaillen und Pokalen. Bei den Olympischen Spielen 1992 in Barcelona hatten beide ihren bis dahin größten Erfolg: olympisches Gold in der Mannschaftswertung. Vom damaligen Bundespräsidenten Richard von Weizsäcker wurde Klaus Balkenhol das Silberne Lorbeerblatt verliehen. 1994 folgte der Sieg bei der Weltmeisterschaft in der Mannschaftswertung sowie das Europameisterschafts-Mannschaftsgold in Mondorf. Die Krönung war der Gewinn von Weltmeisterschaftssilber im Einzel in Den Haag. 1996 errangen Balkenhol und Goldstern ein weiteres Mal zusammen mit der Deutschen Equipe die Goldmedaille bei den Olympischen Spielen in Atlanta sowie den sechsten Platz in der Einzelwertung. Der Fuchswallach wurde 1999 auf der Equitana in Essen aus dem großen Sport verabschiedet.

## Trainer
Seit 1992 trainierte Klaus Balkenhol Nadine Capellmann, an die er Gracioso weitergab, mit dem sie erstmals einen Platz in der deutschen Dressurmannschaft erreichen konnte.
Bis Ende 2000 war Balkenhol leitender Bundestrainer Dressur in Deutschland. In seiner Zeit konnte die deutsche Equipe zweimal Mannschaftsgold bei Europameisterschaften und je einmal bei Weltmeisterschaften und Olympischen Spielen erringen. Dazu kamen in der Einzelwertung eine olympische Silber- und Bronzemedaille, eine Gold- und Bronzemedaille bei der Weltmeisterschaft, sowie Gold, Silber und Bronze bei Europameisterschaften.
Von 2001 bis Ende 2008 trainierte er die US-amerikanischen Dressurreiter, mit denen er bei den Weltreiterspielen in Jerez de la Frontera Mannschaftssilber und bei den Olympischen Spielen in Athen Mannschaftsbronze erreichen konnte.
Seit November 2008 trainiert er erneut Nadine Capellmann. Zudem trainiert er unter anderem Laura Bechtolsheimer und seine Tochter Anabel Balkenhol sowie Helen Langehanenberg.

## Erfolge
Einzel
Deutsche Meisterschaften
1. Platz: 1991, 1992, 1993, 1995
2. Platz: 1979, 1990
Vize-Europameister Kür 1991
Bronze Olympische Spiele 1992
Vizeweltmeister Kür 1994
6. Platz Olympische Spiele 1996
Mannschaft
Gold Olympische Spiele 1992 und 1996
Europameister 1993 und 1995
Weltmeister 1994
Auszeichnungen
1992 – Silbernes Lorbeerblatt
1992 – Bambi
1997 – Verdienstorden des Landes Nordrhein-Westfalen
2011 – Reitmeister